# D.C. 〜ダ・カーポ〜 (アニメ)
『D.C. 〜ダ・カーポ〜』は、CIRCUS製作のアダルトゲーム『D.C. 〜ダ・カーポ〜』を元にしたテレビアニメ。

## D.C. 〜ダ・カーポ〜
全26話。ゲームとの区別に用いる公式な通称は「ダ・カーポ ファーストシーズン」だが、「D.C.F.S.」とアルファベットで略すとゲーム『D.C. Four Seasons 〜ダ・カーポ〜 フォーシーズンズ』の通称になってしまうため、通常この作品には使わない。
第14話までは1話完結形式のラブコメディといった内容だが、第16話からは桜の木の魔法が絡むシリアスなストーリーとなっていく。全話の半数となる13話分は、本編と別スタッフによる短編「サイドエピソード」とのセットになっている。
卒業直前の1か月程度の物語であった原作を、風見学園附属3年生の1年間の物語として再構成している。

### 登場人物 (D.C.)
（出典：）
原作『D.C.』のキャラクターのみ登場する。なお、『D.C.P.S.』から紫和泉子もサブキャラクターとして登場する。
朝倉 純一（あさくら じゅんいち）
声: 泰勇気
主人公。
朝倉 音夢（あさくら ねむ）
声: 野川さくら
芳乃 さくら（よしの さくら）
声: 田村ゆかり
純一の従姉。
天枷 美春（あまかせ みはる）
声: 神田朱未
純一の幼馴染。主に登場するのは病床の美春と入れ替わったロボット。
白河 ことり（しらかわ ことり）
声: 堀江由衣
学園のアイドル。
水越 萌（みずこし もえ）
声: 伊月ゆい
純一の先輩。水越姉妹の姉。
水越 眞子（みずこし まこ）
声: 松岡由貴
純一の同級生。水越姉妹の妹。
鷺澤 頼子（さぎさわ よりこ）
声: 松来未祐
正体はネコのメイド。
杉並（すぎなみ）
声: 岸尾だいすけ
純一の男友達。

### スタッフ（D.C.本編）
（出典：）
- 原作 - CIRCUS
- キャラクター原案 - 七尾奈留[注 2]
- 企画 - 松村和俊
- 監督 - 宮﨑なぎさ
- シリーズ構成 - 池田眞美子
- キャラクターデザイン - 田頭しのぶ
- 美術監督 - 柴田千佳子
- 色彩監督 - 秋山久美
- 撮影監督 - 大平幸輝
- 編集 - 田熊純
- 音響監督 - 菊田浩巳
- 音響制作 - 楽音舎
- 音楽制作 - ランティス
- 音楽 - 菅野祐悟、七瀬光
- アニメーション協力 - feel.
- アニメーション制作 - ZEXCS
- 製作 - ダ・カーポ製作委員会

### スタッフ（サイドエピソード）
- 監督 - もりやまゆうじ
- 美術監督 - 中座洋次
- 撮影監督 - 佐藤正人
- 音楽 - 南良樹
- 音楽制作 - ランティス
- アニメーション制作 - カオスプロジェクト

### 主題歌（D.C.本編）
オープニングテーマ「サクラサクミライコイユメ」（第2話 - 第25話：第1話・第26話はエンディングテーマ）
作詞・作曲 - tororo / 編曲 - Angel Note / 歌 - yozuca*
エンディングテーマ
「未来へのMelody」（第2話 - 第7話・第9話 - 第14話・第16話 - 第20話）
作詞 - rino / 作曲・編曲 - 長田直之 / 歌 - CooRie
「存在」（第21話 - 第25話：第26話はオープニングテーマ）
作詞 - rino / 作曲・編曲 - 長田直之 / 歌 - CooRie
「うたまるえかき唄」（第8話・第15話）
作詞 - CIRCUS / 作曲 - 南良樹 / 編曲 - HULK / 歌 - 桃井はるこ
挿入歌
「Chime to you」
作詞・作曲 - rino / 編曲 - 大久保薫 / 歌 - yozuca*
「宝物」
作詞・作曲 - rino / 編曲 - 大久保薫 / 歌 - yozuca*
「ほんとのきもち」
作詞・作曲 - rino / 編曲 - 長田直之 / 歌 - yozuca*
「雨のち晴れ」
作詞・作曲・歌 - rino / 編曲 - 七瀬光
「木漏れ日のウインク」
作詞・作曲・歌 - rino / 編曲 - 七瀬光
「特別な予感」
作詞・作曲・歌 - rino / 編曲 - 七瀬光
「夢色のため息」
作詞・作曲・歌 - rino / 編曲 - 七瀬光
「そよ風のハーモニー」
作詞・作曲 - rino / 編曲 - 大久保薫 / 歌 - 白河ことり（堀江由衣）

### 主題歌（サイドエピソード）
オープニングテーマ（DVD「D.C. 〜ダ･カーポ〜 サイドエピソード」のみ収録）
「銀の泡沫」
作詞 - 畑亜貴 / 作曲・編曲 - 南良樹 / 歌 - 田村ゆかり
エンディングテーマ
「静謐なるコルダ」
- インストゥルメンタル曲

### 各話リスト（D.C.本編）
（出典：）
| 話数 | サブタイトル               | 脚本                | 絵コンテ   | 演出         | 作画監督                   |
| ---- | -------------------------- | ------------------- | ---------- | ------------ | -------------------------- |
| 1    | 好きになっちゃダメですか？ | 池田眞美子          | 宮﨑なぎさ | 山名隆史     | 田頭しのぶ                 |
| 2    | 裏音夢、爆裂です           | 池田眞美子          | 阿部雅司   | 阿部雅司     | 丸山隆                     |
| 3    | バナナっなんですねぇ〜     | 池田眞美子          | しまづ聡行 | 鈴木吉男     | 古賀誠                     |
| 4    | 桜の下のカナリア           | あみやまさはる      | 池端隆史   | 池端隆史     | 名和宗則 下谷智之 湯本佳典 |
| 5    | メイドですから…            | 長谷川勝己          | 佐山聖子   | 鈴木吉男     | 山本佐和子                 |
| 6    | 海へゆきましょう！         | 鈴木雅詞            | 阿部雅司   | 阿部雅司     | 志田ただし                 |
| 7    | 水越家へご招待！           | 長谷川勝己          | しまづ聡行 | 後信治       | 田頭しのぶ                 |
| 8    | うたまるの春（総集編）     | 鈴木雅詞 池田眞美子 | 宮﨑なぎさ | 宮﨑なぎさ   | 志田ただし                 |
| 9    | 謎のポエマー               | 池田眞美子          | 宮﨑なぎさ | 宮﨑なぎさ   | 山本佐和子                 |
| 10   | あなたに聴かせたくて       | あみやまさはる      | 池端隆史   | 池端隆史     | 名和宗則                   |
| 11   | 外にでよう！               | 長谷川勝己          | 佐山聖子   | 後信治       | 古賀誠                     |
| 12   | 恋人ごっこだからね！       | 鈴木雅詞            | しまづ聡行 | 中尾幸彦     | 田頭しのぶ                 |
| 13   | さくらの胸♡騒ぎ！？        | あみやまさはる      | 志田ただし | 高橋タクロヲ | 志田ただし                 |
| 14   | わんこなショッピング       | 長谷川勝己          | 阿部雅司   | 阿部雅司     | 山本佐和子                 |
| 15   | 総集編                     | 宮﨑なぎさ          | 宮﨑なぎさ | 宮﨑なぎさ   | なし                       |
| 16   | 出来損ないの魔法使い       | 池田眞美子          | しまづ聡行 | 後信治       | 茂木信二郎                 |
| 17   | 届かぬ想い                 | 池田眞美子          | しまづ聡行 | 山本深幸     | 島沢ノリコ                 |
| 18   | 二人だけの秘密             | あみやまさはる      | 宮﨑なぎさ | 鎌仲史陽     | 下谷智之                   |
| 19   | 幸せな時間                 | 長谷川勝己          | 志田ただし | 高橋タクロヲ | 志田ただし                 |
| 20   | すれ違う気持ち             | 鈴木雅詞            | 阿部雅司   | 阿部雅司     | 山本佐和子                 |
| 21   | さくらの決心               | 池田眞美子          | 宮﨑なぎさ | 嵯峨敏       | 田頭しのぶ                 |
| 22   | すてきな思い出             | 長谷川勝己          | 後信治     | 高橋タクロヲ | 古賀誠 丸山隆              |
| 23   | 素顔の告白                 | あみやまさはる      | 宮﨑なぎさ | 山本深幸     | 島沢ノリコ                 |
| 24   | 記憶の扉                   | 池田眞美子          | 阿部雅司   | 阿部雅司     | 山本佐和子                 |
| 25   | 壊れゆく心                 | 池田眞美子          | 林明美     | 後信治       | 丸山隆 下谷智之            |
| 26   | 最終回                     | 池田眞美子          | 宮﨑なぎさ | 宮﨑なぎさ   | 田頭しのぶ                 |

### 各話リスト（サイドエピソード）
（出典：）
※各話ともサブタイトルはない。
| 本編話数 | SE話数 | メインのキャラ                               | 構成                                         | 絵コンテ                                     | 演出                                         | 作画監督                                     |
| -------- | ------ | -------------------------------------------- | -------------------------------------------- | -------------------------------------------- | -------------------------------------------- | -------------------------------------------- |
| 1–7      | なし   | （主要キャストのプロモーションビデオを放送） | （主要キャストのプロモーションビデオを放送） | （主要キャストのプロモーションビデオを放送） | （主要キャストのプロモーションビデオを放送） | （主要キャストのプロモーションビデオを放送） |
| 08       | 01     |                                              | もりやまゆうじ                               | もりやまゆうじ                               | もりやまゆうじ                               | もりやまゆうじ                               |
| 09       | 02     | 朝倉音夢                                     | 桂憲一郎                                     | 桂憲一郎                                     | 桂憲一郎                                     | 桂憲一郎                                     |
| 10       | 03     | 白河ことり                                   | もりやまゆうじ                               | もりやまゆうじ                               | 吉田徹                                       | 中本尚子                                     |
| 11       | 04     | 芳乃さくら                                   | 寺東克己                                     | 寺東克己                                     | 吉田徹                                       | 中島美子                                     |
| 12       | 05     | 鷲澤頼子                                     | 寺東克己                                     | 寺東克己                                     | 福本潔                                       | 竹内進二                                     |
| 13       | 06     | 天枷美春                                     | もりやまゆうじ                               | もりやまゆうじ                               | もりやまゆうじ                               | もりやまゆうじ                               |
| 14       | 07     | 水越萌                                       | 寺東克己                                     | 寺東克己                                     | 寺東克己                                     | 竹内進二                                     |
| 15       | なし   | （本編を延長）                               | （本編を延長）                               | （本編を延長）                               | （本編を延長）                               | （本編を延長）                               |
| 16       | 08     |                                              | 寺東克己                                     | 寺東克己                                     | 寺東克己                                     | 松坂定俊                                     |
| 17       | 09     | 鷲澤頼子                                     | もりやまゆうじ                               | 石踊宏                                       | 石踊宏                                       | 野田康行                                     |
| 18       | 10     |                                              | 寺東克己                                     | 寺東克己                                     | 吉田徹                                       | 中本尚子                                     |
| 19       | 11     | 少女                                         | もりやまゆうじ                               | もりやまゆうじ                               | 吉田徹                                       | 中島美子                                     |
| 20       | 12     |                                              | もりやまゆうじ                               | もりやまゆうじ                               | もりやまゆうじ                               | もりやまゆうじ                               |
| 21       | 13     |                                              | 寺東克己                                     | 寺東克己                                     | 福本潔                                       | 野田康行                                     |
| 22–26    | なし   | （本編を延長）                               | （本編を延長）                               | （本編を延長）                               | （本編を延長）                               | （本編を延長）                               |

### 放送局 (D.C.)
（出典：）
| 放送地域 | 放送局             | 放送期間                      | 放送日時                     | 放送系列       | 備考             |
| -------- | ------------------ | ----------------------------- | ---------------------------- | -------------- | ---------------- |
| 神奈川県 | tvk                | 2003年7月6日 - 12月28日       | 日曜 0:45 - 1:15（土曜深夜） | 独立UHF局      |                  |
| 千葉県   | チバテレビ         | 2003年7月6日 - 12月28日       | 日曜 23:30 - 24:00           | 独立UHF局      |                  |
| 埼玉県   | テレ玉             | 2003年7月7日 - 12月29日       | 月曜 0:20 - 0:50（日曜深夜） | 独立UHF局      |                  |
| 京都府   | KBS京都            | 2003年7月7日 - 12月29日       | 月曜 1:15 - 1:45（日曜深夜） | 独立UHF局      |                  |
| 日本全域 | キッズステーション | 2003年7月8日 - 12月30日       | 月曜 0:30 - 1:00（月曜深夜） | CS放送         | リピート放送あり |
| 愛知県   | テレビ愛知         | 2003年7月8日 - 12月30日       | 火曜 2:28 - 2:58（月曜深夜） | テレビ東京系列 | [ 4 ]            |
| 兵庫県   | サンテレビ         | 2003年7月9日 - 12月31日       | 水曜 0:00 - 0:30（火曜深夜） | 独立UHF局      |                  |
| 日本全域 | GYAO!              | 2006年7月22日 - 9月2日        | 土曜 12:00 更新              | ネット配信     |                  |
| 日本全域 | シーエスGyaO       | 2007年10月3日 - 2008年3月26日 | 水曜 1:00 - 1:30（火曜深夜） | CS放送         |                  |

## D.C.S.S. 〜ダ・カーポ セカンドシーズン〜
ゲームの音夢エンドから2年後を舞台としたオリジナルストーリーである。
後述されるように前作の1期から繋がっているように見える部分もありつつ、一方で前作の1期から繋がっているとすればありえないほど矛盾している部分も多い。このため前作を意識したパラレルワールドとも言える内容となっている。主人公の純一も髪の色や性格が前作とはかなり異なるキャラデザである。
アニメ制作中に原作であるゲームの方でD.C.Ⅱの発売が決まったため、D.C.Ⅱにおける朝倉姉妹の存在に矛盾が生じないようにすべく、ストーリーの途中で唐突にメインヒロインがことりから音夢へ変更という展開も話題となった。
こういった経緯もあり、アニメ第1期の結末は音夢の本校進学を示唆したエンディングとなっていたが本作では音夢本人の希望で音夢のみ看護学校へ編入したことになっていた。ストーリー序盤ではことりとアイシアがほぼメインヒロインとして描かれており、音夢は純一と2年間音信不通という設定になっている。音夢の正式な登場自体も第6話からであったが、その後のかなり強引な展開を経て純一と音夢が結婚して終わる。 このため序盤と終盤ではことり、アイシア、音夢の扱いが大きく変わるのが今作の特徴と言える。
内容的には、さくらの祖母の友人の孫である「アイシア」が初音島を訪れたことから始まるストーリーである。同様の事件を扱ったものにコミック版『D.C.S.G. ダ・カーポ 〜セカンドグラデュエーション〜』があるが、アイシアの性格や内容などに大きな相違がある。またアリス等をはじめとした追加ヒロインも登場する。アイシアが魔法の桜に願ったおかげで全ヒロインに純一獲得のチャンスが訪れるがD.C.II 〜ダ・カーポII〜とは違い、今作では白紙となっている。
前述の通りゲームからの続編となっているが、アニメともゲームとも矛盾している点があり、この話との繋がりが示唆される『D.C.II 〜ダ・カーポII〜』のアニメ版や本作ドラマCDのVol.3には『D.C. 〜ダ・カーポ〜』の第1期との繋がりが示唆されている。

### 登場人物 (D.C.S.S.)
D.C.P.S.からのキャラクターも登場している。
D.C.のキャラクターは引き続き登場するが、鷺澤頼子は登場しない（鷺澤美咲は登場するがメインキャラクターとはなっていない。）
朝倉 純一（あさくら じゅんいち）
声: 泰勇気
朝倉 音夢（あさくら ねむ）
声: 野川さくら
第6話から本格的に登場。
芳乃 さくら（よしの さくら）
声: 田村ゆかり
第18話から登場。
白河 ことり（しらかわ ことり）
声: 堀江由衣
天枷 美春（あまかせ みはる）
声: 神田朱未
前シーズンとは異なり本人が登場。
水越 萌（みずこし もえ）
声: 伊月ゆい
水越 眞子（みずこし まこ）
声: 松岡由貴
アイシア
声: 宮崎羽衣
月城 アリス（つきしろ アリス）
声: 萩原えみこ
彩珠 ななこ（さいたま ななこ）
声: 浅野真澄
胡ノ宮 環（このみや たまき）
声: 黒河奈美
杉並（すぎなみ）
声: 岸尾だいすけ

### スタッフ (D.C.S.S.)
- 原作 - CIRCUS
- 企画 - 松村和俊
- 企画協力 - ガンジス
- 監督 - 名和宗則
- 助監督 - 後信治
- シリーズ構成 - 長谷川勝己
- キャラクターデザイン - 高品有桂
- 美術監督 - 小坂部直子
- 色彩設計 - 岩井田洋
- 編集 - 田熊純
- 撮影監督 - 口羽毅
- 音響監督 - 菊田浩巳
- 音響制作 - 楽音舎
- 録音スタジオ - アオイスタジオ
- 音楽制作 - ランティス
- プロデューサー - 菊地克朋、宿利剛、川崎とも子
- アニメーション制作 - feel.
- 製作 - ダ・カーポSS製作委員会

### 主題歌 (D.C.S.S.)
なお、音夢・さくらはシナリオの関係上、オープニングと第23話までのエンディングアニメーションには登場しない（ただし、23話までのエンディングに現れる顔の見えない女性が未来の音夢であったことが、最終話エンディングで明かされる）。
オープニングテーマ「サクライロノキセツ」（第1話 - 第26話：第1話はoff vocal）
作詞・作曲 - tororo / 編曲 - Angel Note / 歌 - yozuca*
エンディングテーマ
「暁に咲く詩」（第1話 - 第23話・第26話）
作詞・作曲 - rino / 編曲 - 大久保薫 / 歌 - CooRie
「記憶ラブレター」（第24話・第25話）
作詞・作曲 - rino / 編曲 - 大久保薫 / 歌 - CooRie
挿入歌
「恋愛スケッチ」
作詞・作曲・歌 - yozuca* / 編曲 - 大久保薫
「ハッピーバスケット」
作詞・作曲・歌 - yozuca* / 編曲 - 大久保薫
「夕顔とオレンジ雲」
作詞・作曲・歌 - rino / 編曲 - 大久保薫
「闇に揺れる陽だまり」
作詞・作曲・歌 - rino / 編曲 - 大久保薫
「Dear your mind」
作詞・作曲 - yozuca* / 編曲 - 大久保薫 / 歌 - 朝倉音夢（野川さくら）
「アンダンテ」
作詞・作曲 - rino / 編曲 - 大久保薫 / 歌 - 白河ことり（堀江由衣）
「胸に散る時の葉」
作詞・作曲 - rino / 編曲 - 大久保薫 / 歌 - 芳乃さくら（田村ゆかり）

### 各話リスト (D.C.S.S.)
| 話数 | サブタイトル     | 脚本                  | 絵コンテ                | 演出            | 作画監督                   |
| ---- | ---------------- | --------------------- | ----------------------- | --------------- | -------------------------- |
| 1    | あれから2年…     | 長谷川勝己            | 後信治                  | 後信治          | 湯本佳典                   |
| 2    | 読めない地図     | 長谷川勝己            | 後信治                  | 山名隆史        | 松原一之                   |
| 3    | ひとつ屋根の下   | 花田十輝              | 南柏努                  | 布施康之        | 小菅和久                   |
| 4    | 桜並木の向こうに | 長谷川勝己            | 阿部雅司                | 阿部雅司        | 枡田邦彰                   |
| 5    | 魔法のしっぽ     | あみやまさはる        | 瀬田用賀                | 瀬田用賀        | 杉山了蔵                   |
| 6    | 美春への手紙     | 長谷川勝己            | 後信治                  | 徳本善信        | 丸山隆                     |
| 7    | すれ違い         | 花田十輝              | 木村真一郎              | 山崎茂          | 堀越久美子                 |
| 8    | 嵐の予感         | 雨宮ひとみ 長谷川勝己 | 山本郷                  | 山本天志        | 島澤範子                   |
| 9    | 枯れない想い     | 長谷川勝己            | 南柏努                  | 布施康之        | 村上直紀 江上夏樹          |
| 10   | 入部します!      | あみやまさはる        | 池端隆史                | 徳本善信        | 松原一之                   |
| 11   | ただいま執筆中!  | 花田十輝              | 阿部雅司                | 阿部雅司        | 枡田邦彰                   |
| 12   | 初音島のWスター  | 雨宮ひとみ 長谷川勝己 | 徳本善信                | 山本天志        | 杉山了蔵                   |
| 13   | アイシアの夏     | 長谷川勝己            | 瀬田用賀                | 瀬田用賀        | 丸山隆                     |
| 14   | 心の扉           | あみやまさはる        | 島崎奈々子              | 布施康之        | 立田眞一 鈴木豪            |
| 15   | 歌声を届けに     | 花田十輝              | 後信治                  | 徳本善信        | 湯本佳典                   |
| 16   | 芽生えた想い     | 長谷川勝己            | 島崎奈々子              | 山本天志        | 枡田邦彰                   |
| 17   | 音夢と純一       | 雨宮ひとみ 長谷川勝己 | 鎌仲史陽                | 鎌仲史陽        | 松原一之                   |
| 18   | 桜色の蜃気楼     | あみやまさはる        | 阿部雅司                | 阿部雅司        | 丸山隆                     |
| 19   | さくらの言葉     | 花田十輝              | 徳本善信 後信治         | 布施康之        | 杉山了蔵 江上夏樹          |
| 20   | 戻らない季節     | 長谷川勝己            | 山本郷                  | 山本天志        | 立田眞一 鈴木豪            |
| 21   | 二人の魔法使い   | 長谷川勝己            | 徳本善信 鎌仲史陽       | 徳本善信        | 立田眞一 野村雅史          |
| 22   | みんなの時間     | 花田十輝              | 瀬田用賀                | 山名隆史        | 島澤範子 枡田邦彰          |
| 23   | 沈黙の夏         | あみやまさはる        | 島崎奈々子              | 鎌仲史陽        | 丸山隆 江上夏樹            |
| 24   | 誓い             | 長谷川勝己            | 岩崎良明                | 徳本善信        | 立田眞一 杉山了蔵          |
| 25   | ダ・カーポ       | 長谷川勝己            | まついひとゆき 阿部雅司 | 布施康之        | 立田眞一 野村雅史 湯本典佳 |
| 26   | 幸せの鐘         | 長谷川勝己            | 後信治                  | 徳本善信 後信治 | 島澤範子 枡田邦彰 高品有佳 |

### 放送局 (D.C.S.S.)
| 放送地域 | 放送局             | 放送期間                                         | 放送日時                              | 放送系列       | 備考                                        |
| -------- | ------------------ | ------------------------------------------------ | ------------------------------------- | -------------- | ------------------------------------------- |
| 神奈川県 | tvk                | 2005年7月3日 - 12月25日                          | 日曜 0:30 - 1:00（土曜深夜）          | 独立UHF局      |                                             |
| 千葉県   | チバテレビ         | 2005年7月3日 - 12月25日                          | 日曜 23:30 - 24:00                    | 独立UHF局      |                                             |
| 埼玉県   | テレ玉             | 2005年7月4日 - 12月26日                          | 月曜 0:35 - 1:05（日曜深夜）          | 独立UHF局      |                                             |
| 兵庫県   | サンテレビ         | 2005年7月4日 - 12月26日                          | 火曜 0:00 - 0:30（月曜深夜）          | 独立UHF局      |                                             |
| 愛知県   | テレビ愛知         | 2005年7月4日 - 12月26日                          | 火曜 1:58 - 2:28（月曜深夜）          | テレビ東京系列 |                                             |
| 京都府   | KBS京都            | 2005年7月7日 - 12月29日                          | 水曜 1:30 - 2:00（火曜深夜）          | 独立UHF局      |                                             |
| 日本全域 | キッズステーション | 2005年7月12日 - 2006年1月17日                    | 火曜 0:00 - 0:30（月曜深夜）          | CS放送         | リピートあり                                |
| 日本全域 | GYAO!              | 2006年4月2日 - 6月25日                           | 日曜 12:00 更新                       | ネット配信     |                                             |
| 日本全域 | AT-X               | 2010年10月9日 - 2011年4月2日                     | 土曜 9:00 - 9:30                      | CS放送         | リピートあり                                |
| 東京都   | TOKYO MX           | 2011年10月1日 - 12月24日 2012年1月14日 - 3月31日 | 土曜 22:00 - 22:30 土曜 22:30 - 23:00 | 独立UHF局      | 地上デジタル放送では 唯一16:9フルサイズ放送 |

## D.C.if 〜ダ・カーポ イフ〜
テレビアニメシリーズとの繋がりはないパラレルワールド「音夢の死後から1年後」を舞台としたオリジナルストーリーである。
DVD-BOX特典として白河ことりを主役にしたOVA『D.C.if 〜ダ・カーポ イフ〜』が収録された。2008年12月25日発売「D.C. 〜ダ・カーポ〜 DVD-BOX」に前編、2009年3月25日発売「D.C.S.S. 〜ダ・カーポ セカンドシーズン〜 DVD-BOX」に後編が収録された。2009年4月29日にはOVAの派生作品としてSweetsよりPS2ソフト『D.C.I.F. 〜ダ・カーポ〜 イノセントフィナーレ』も発売、OVAとゲームの連動で「ことりからの手紙＋朗読CD」応募プレゼントも行われた。

### スタッフ (D.C.if)
- 原作 - CIRCUS
- 企画 - 松村和俊
- 企画協力 - ガンジス
- 監督・絵コンテ - ウシロシンジ
- シリーズ構成・脚本 - 鈴木雅詞
- 演出 - 駒谷健一郎
- キャラクターデザイン - 高品有桂
- 美術監督 - 小坂部直子
- 色彩設計 - 岩井田洋
- 編集 - 田熊純
- 撮影監督 - 口羽毅
- 音響監督 - 菊田浩巳
- 音響制作 - 楽音舎
- 録音スタジオ - スタジオこんぐ
- 音楽制作 - ランティス
- Special Thanks - 名和宗則
- プロデューサー - 菊地克朋、宿利剛、斉藤滋、川崎とも子
- アニメーション制作 - ZEXCS
- 製作 - D.C.if製作委員会

### 主題歌 (D.C.if)
オープニングテーマ「ダ・カーポ 〜第2ボタンの誓い〜」（前編）
作詞・作曲 - tororo / 編曲 - Angel Note / 歌 - yozuca*
- 後編は無し。

エンディングテーマ
「存在」（前編）
作詞 - rino / 作曲・編曲 - 長田直之 / 歌 - CooRie
「サクラサクミライコイユメ」（後編）
作詞・作曲 - tororo / 編曲 - Angel Note / 歌 - yozuca*
挿入歌「愛の空」（後編）
作詞・作曲 - rino / 編曲 - 大久保薫 / 歌 - 白河ことり（堀江由衣）

### 各話リスト (D.C.if)
| 話数 | 作画監督        |
| ---- | --------------- |
| 前編 | 柴又十哉        |
| 後編 | 柴又十哉 石野聡 |

## CD

### D.C. 〜ダ・カーポ〜 (CD)
主題歌
- 『サクラサクミライコイユメ／未来へのMelody』
  - 歌：yozuca*／CooRie

- 『dolce』
  - 歌：yozuca*／rino（CooRie）

サウンドトラック
- 『AMOROSO』
  - 歌：yozuca*／CooRie

- 『brillante』
  - 歌：CooRie

キャラクターソング
- 『キャラクターソングCD Vol.1 朝倉音夢×鷺澤頼子』
  - 歌：朝倉音夢（野川さくら）、鷺澤頼子（松来未祐）

- 『キャラクターソングCD Vol.2 芳乃さくら×水越萌×水越眞子』
  - 歌：芳乃さくら（田村ゆかり）、水越萌（伊月ゆい）、水越眞子（松岡由貴）

- 『キャラクターソングCD Vol.3 白河ことり×天枷美春』
  - 歌：白河ことり（堀江由衣）、天枷美春（神田朱未）

- 『D.C. 〜ダ・カーポ〜 ヴォーカルアルバム "dolce"』
  - 歌：yozuca*/rino（CooRie）

- 『D.C.〜ダ・カーポ〜 Vocal Selection Vol.1 Ribbons & Candies』
  - 歌：朝倉音夢（野川さくら）

- 『D.C.〜ダ・カーポ〜 Vocal Selection Vol.2 My Little Wish』
  - 歌：芳乃さくら（田村ゆかり）

- 『D.C.〜ダ・カーポ〜 Vocal Selection Vol.3 Happy Days』
  - 歌：鷺澤頼子（松来未祐）

ドラマCD
- 『D.C. ドラマCD「春色の夢」』
  - 出演：野川さくら・田村ゆかり・堀江由衣・神田朱未・伊月ゆい・松岡由貴

- 『初音島ドラマシアター chapter.1 さくら』
  - 出演：田村ゆかり

- 『初音島ドラマシアター chapter.2 ことり』
  - 出演：堀江由衣、野川さくら、田村ゆかり

- 『初音島ドラマシアター chapter.3 音夢』
  - 出演：野川さくら、田村ゆかり、堀江由衣

- 『初音島ドラマシアター chapter.4 頼子』
  - 出演：松来未祐、野川さくら、田村ゆかり、堀江由衣

- 『初音島ドラマシアター chapter.5 美春』
  - 出演：神田朱未、野川さくら、田村ゆかり、堀江由衣

- 『初音島ドラマシアター chapter.6 萌&眞子』
  - 出演：伊月ゆい、松岡由貴、野川さくら、田村ゆかり、堀江由衣

### D.C.S.S. 〜ダ・カーポ セカンドシーズン〜 (CD)
主題歌
- 『サクライロノキセツ』
  - 歌：yozuca*

- 『暁に咲く詩』
  - 歌：CooRie

- 『dolce2』
  - 歌：yozuca*／rino（CooRie）

- 『D.C.S.S. ボーカルアルバム Vol.1』
  - 歌：朝倉音夢（野川さくら）、芳乃さくら（田村ゆかり）、白河ことり（堀江由衣）、天枷美春（神田朱未）、水越萌（伊月ゆい）、水越眞子（松岡由貴）、月城アリス（萩原えみ子）、彩珠ななこ（浅野真澄）、胡ノ宮環（黒河奈美）、アイシア（宮崎羽衣）

- 『D.C.S.S. ボーカルアルバム Vol.2』
  - 歌：朝倉音夢（野川さくら）、芳乃さくら（田村ゆかり）、白河ことり（堀江由衣）、天枷美春（神田朱未）、水越萌（伊月ゆい）、水越眞子（松岡由貴）、鷺澤美咲（松来未祐）、月城アリス（萩原えみ子）、彩珠ななこ（浅野真澄）、胡ノ宮環（黒河奈美）、アイシア（宮崎羽衣）

サウンドトラック
- 『D.C.S.S. オリジナルサウンドトラック Vol.1』
- 『D.C.S.S. オリジナルサウンドトラック Vol.2』

キャラクターソング
- 『D.C.S.S. キャラクターソング アイシア』
  - 歌：アイシア（宮崎羽衣）

ドラマCD
- 『外伝ドラマ Vol.1 大勝負!? 眞子の一発逆転お泊まり作戦!』
  - 出演：松岡由貴、泰勇気、宮崎羽衣、神田朱未、岸尾だいすけ、沢城みゆき、堀江由衣、黒河奈美、桃井はるこ

- 『外伝ドラマ Vol.2 ジキルとハイドと工藤と叶』
  - 出演：泰勇気、沢城みゆき、野川さくら、宮崎羽衣、堀江由衣、松岡由貴、神田朱未、岸尾だいすけ、桃井はるこ

- 『外伝ドラマ Vol.3 魔法使いの足跡』
  - 出演：宮崎羽衣、堀江由衣、田村ゆかり、野川さくら、松来未祐

### D.C.if 〜ダ・カーポ イフ〜 (CD)
- 『愛の空』
  - 歌：白河ことり（堀江由衣）

## DVD
| 巻数                            | 発売日         | 収録内容        | 規格品番    |
| ------------------------------- | -------------- | --------------- | ----------- |
| D.C. 〜ダ・カーポ〜 DVD-BOX I   | 2003年10月22日 | 第1話 - 第7話   | KIBA-9940/1 |
| D.C. 〜ダ・カーポ〜 DVD-BOX II  | 2003年12月26日 | 第8話 - 第13話  | KIBA-9942/3 |
| D.C. 〜ダ・カーポ〜 DVD-BOX III | 2004年2月25日  | 第14話 - 第20話 | KIBA-9944/5 |
| D.C. 〜ダ・カーポ〜 DVD-BOX IV  | 2004年4月21日  | 第21話 - 第26話 | KIBA-9946/7 |

| 巻数                                       | 発売日        | 収録内容       | 規格品番  |
| ------------------------------------------ | ------------- | -------------- | --------- |
| D.C. 〜ダ・カーポ〜 サイドエピソード Vol.1 | 2004年6月23日 | 第1話 - 第7話  | KIBA-1034 |
| D.C. 〜ダ・カーポ〜 サイドエピソード Vol.2 | 2004年7月22日 | 第8話 - 第13話 | KIBA-1035 |

| 巻数                                          | 発売日         | 収録内容        | 規格品番  |
| --------------------------------------------- | -------------- | --------------- | --------- |
| D.C. 〜ダ・カーポ〜 DVDメインストーリー Vol.1 | 2004年8月25日  | 第1話 - 第5話   | KIBA-1078 |
| D.C. 〜ダ・カーポ〜 DVDメインストーリー Vol.2 | 2004年9月23日  | 第6話 - 第10話  | KIBA-1079 |
| D.C. 〜ダ・カーポ〜 DVDメインストーリー Vol.3 | 2004年10月27日 | 第11話 - 第14話 | KIBA-1080 |
| D.C. 〜ダ・カーポ〜 DVDメインストーリー Vol.4 | 2004年11月26日 | 第15話 - 第18話 | KIBA-1081 |
| D.C. 〜ダ・カーポ〜 DVDメインストーリー Vol.5 | 2004年12月22日 | 第19話 - 第22話 | KIBA-1082 |
| D.C. 〜ダ・カーポ〜 DVDメインストーリー Vol.6 | 2005年1月26日  | 第23話 - 第26話 | KIBA-1083 |

| 巻数                        | 発売日         | 収録内容                 | 規格品番      |
| --------------------------- | -------------- | ------------------------ | ------------- |
| D.C. 〜ダ・カーポ〜 DVD-BOX | 2008年12月25日 | 本編全話、『D.C.if』前編 | KIBA-91575/83 |

| 巻数                                             | 発売日        | 収録内容        | 規格品番                 |
| ------------------------------------------------ | ------------- | --------------- | ------------------------ |
| D.C.S.S. 〜ダ・カーポ セカンドシーズン〜 DVD I   | 2005年10月5日 | 第1話 - 第2話   | KIBA-91257               |
| D.C.S.S. 〜ダ・カーポ セカンドシーズン〜 DVD II  | 2005年11月2日 | 第3話 - 第6話   | KIBA-91258               |
| D.C.S.S. 〜ダ・カーポ セカンドシーズン〜 DVD III | 2005年12月7日 | 第7話 - 第10話  | KIBA-91259               |
| D.C.S.S. 〜ダ・カーポ セカンドシーズン〜 DVD IV  | 2006年1月12日 | 第11話 - 第14話 | KIBA-99260（超限定版）   |
| D.C.S.S. 〜ダ・カーポ セカンドシーズン〜 DVD IV  | 2006年1月12日 | 第11話 - 第14話 | KIBA-91260（期間限定版） |
| D.C.S.S. 〜ダ・カーポ セカンドシーズン〜 DVD V   | 2006年2月8日  | 第15話 - 第18話 | KIBA-91261               |
| D.C.S.S. 〜ダ・カーポ セカンドシーズン〜 DVD VI  | 2006年3月8日  | 第19話 - 第22話 | KIBA-91262               |
| D.C.S.S. 〜ダ・カーポ セカンドシーズン〜 DVD VII | 2006年4月5日  | 第23話 - 第26話 | KIBA-91263               |

| 巻数                                             | 発売日        | 収録内容                 | 規格品番      |
| ------------------------------------------------ | ------------- | ------------------------ | ------------- |
| D.C.S.S. 〜ダ・カーポ セカンドシーズン〜 DVD-BOX | 2009年3月25日 | 本編全話、『D.C.if』後編 | KIBA-91624/32 |

| 巻数                                   | 発売日        | 収録内容   | 規格品番  |
| -------------------------------------- | ------------- | ---------- | --------- |
| D.C. 〜ダ・カーポ〜 シークレットライブ | 2004年5月26日 | ライブ本編 | KIBA-1021 |

## イベント

### D.C. 〜ダ・カーポ〜 シークレットライブ in 川崎クラブチッタ
2004年5月26日発売。
『D.C. 〜ダ・カーポ〜』のライブイベントで、DVD全巻購入・応募者対象に抽選で招待された。

### D.C.S.S.S.F. 〜ダ・カーポ セカンドシーズン〜 サマーフェスティバル2006
OP・EDアーティストと出演声優陣による『D.C.S.S. 〜ダ・カーポ セカンドシーズン〜』のライブイベント。
- 開催日：2006年7月17日
- 会場：Zepp Tokyo
- 出演者
  - yozuca*
  - CooRie（rino）
  - 野川さくら（朝倉音夢役）
  - 田村ゆかり（芳乃さくら役）
  - 堀江由衣（白河ことり役）
  - 神田朱未（天枷美春役）
  - 伊月ゆい（水越萌役）
  - 松岡由貴（水越眞子役）
  - 宮崎羽衣（アイシア役）
  - 萩原えみこ（月城アリス役）
  - 黒河奈美（胡ノ宮環役）
  - 松来未祐（鷺澤美咲役）
- セットリスト
以下、“※”による補足が無い限りはD.C.S.S. 〜ダ・カーポ セカンドシーズン〜の主題歌・キャラクターソングである。
  - サクライロノキセツ（yozuca*）
  - Magical signal!!（宮崎羽衣）
  - Happy Endにしましょ?（宮崎羽衣）
  - 得意科目はLOVE!（松岡由貴・神田朱未）
  - パレード（萩原えみこ）
  - 優しさ一滴（黒河奈美）
  - レストランテMOE（伊月ゆい）
  - Hello Future（yozuca*・rino：yozurino*） ※ D.C. Four Seasons 〜ダ・カーポ〜 フォーシーズンズより
  - BELIVE（yozurino*） ※ D.C. Four Seasons 〜ダ・カーポ〜 フォーシーズンズより
  - オレンジワルツ（松来未祐）
  - アンダンテ（堀江由衣）
  - 胸に散る時の葉（田村ゆかり）
  - Like a ribbit（田村ゆかり） ※ アニメ（1作目）『D.C. 〜ダ・カーポ〜』より
  - Dear your mind（野川さくら）
  - 心配かけてゴメンね?（野川さくら） ※ アニメ（1作目）『D.C. 〜ダ・カーポ〜』より
  - ラズベリー（野川さくら・宮崎羽衣）
  - 愛を知る季節（野川さくら・堀江由衣）
  - 未来へのMelody（CooRie） ※ アニメ（1作目）『D.C. 〜ダ・カーポ〜』より
  - 暁に咲く詩（CooRie）
  - サクラサクミライコイユメ（yozuca*） ※ アニメ（1作目）『D.C. 〜ダ・カーポ〜』より
  - ダ・カーポ 〜第2ボタンの誓い〜（yozuca*） ※ D.C.P.S. 〜ダ・カーポ〜 プラスシチュエーションより
  - アンコール：サクライロノキセツ（出演者全員バージョン）